# Première circonscription d'Alefa Takusa
La première circonscription d'Alefa Takusa est une des 135 circonscriptions législatives de l'État fédéré Amhara, elle se situe dans la Zone Nord Gonder. Sa représentante actuelle est Workie Assefa Mengistu.